# فرانسفيل
فرانسفيل (بالفرنسية: Franceville)‏ هي مدينة في الغابون وهي من المدن الأربعة الكبيرة في البلاد. يبلغ عدد سكان المدينة 110,568 نسمة حسب تعداد عام 2013.

## المناخ
يظهر الجدول التالي التغييرات المناخية على مدار السنة لفرانسفيل:
| البيانات المناخية لـفرانسفيل      | البيانات المناخية لـفرانسفيل | البيانات المناخية لـفرانسفيل | البيانات المناخية لـفرانسفيل | البيانات المناخية لـفرانسفيل | البيانات المناخية لـفرانسفيل | البيانات المناخية لـفرانسفيل | البيانات المناخية لـفرانسفيل | البيانات المناخية لـفرانسفيل | البيانات المناخية لـفرانسفيل | البيانات المناخية لـفرانسفيل | البيانات المناخية لـفرانسفيل | البيانات المناخية لـفرانسفيل | البيانات المناخية لـفرانسفيل |
| الشهر                             | يناير                        | فبراير                       | مارس                         | أبريل                        | مايو                         | يونيو                        | يوليو                        | أغسطس                        | سبتمبر                       | أكتوبر                       | نوفمبر                       | ديسمبر                       | المعدل السنوي                |
| --------------------------------- | ---------------------------- | ---------------------------- | ---------------------------- | ---------------------------- | ---------------------------- | ---------------------------- | ---------------------------- | ---------------------------- | ---------------------------- | ---------------------------- | ---------------------------- | ---------------------------- | ---------------------------- |
| متوسط درجة الحرارة الكبرى °م (°ف) | 29 (85)                      | 30 (86)                      | 31 (87)                      | 31 (87)                      | 29 (85)                      | 28 (83)                      | 27 (81)                      | 28 (83)                      | 29 (85)                      | 29 (85)                      | 29 (85)                      | 29 (85)                      | 29 (85)                      |
| متوسط درجة الحرارة الصغرى °م (°ف) | 20 (68)                      | 20 (68)                      | 20 (68)                      | 20 (68)                      | 20 (68)                      | 19 (66)                      | 18 (64)                      | 18 (65)                      | 19 (67)                      | 19 (67)                      | 19 (67)                      | 20 (68)                      | 19 (67)                      |
| الهطول مم (إنش)                   | 160 (6.3)                    | 190 (7.5)                    | 220 (8.5)                    | 210 (8.3)                    | 210 (8.1)                    | 33 (1.3)                     | 7.6 (0.3)                    | 20 (0.8)                     | 110 (4.2)                    | 260 (10.4)                   | 250 (10)                     | 190 (7.6)                    | 1٬860 (73.3)                 |
| المصدر: Weatherbase               |                              |                              |                              |                              |                              |                              |                              |                              |                              |                              |                              |                              |                              |

## أعلام
- عمر بونغو
- إيتيان ألان دجيسيكادي
- أوقست غاي
- تييري مويوما
- هارون أبيندانغويه